# NGC 3014
NGC 3014 est une galaxie spirale barrée située dans la constellation du Sextant. NGC 3014 a été découverte par l'astronome britannique John Herschel en 1830.

## Caractéristiques
Sa vitesse par rapport au fond diffus cosmologique est de 6 651 ± 25 km/s, ce qui correspond à une distance de Hubble de 98,1 ± 6,9 Mpc (∼320 millions d'al).
La classe de luminosité de NGC 3014 est II-III et elle présente une large raie HI.